# Paysandú

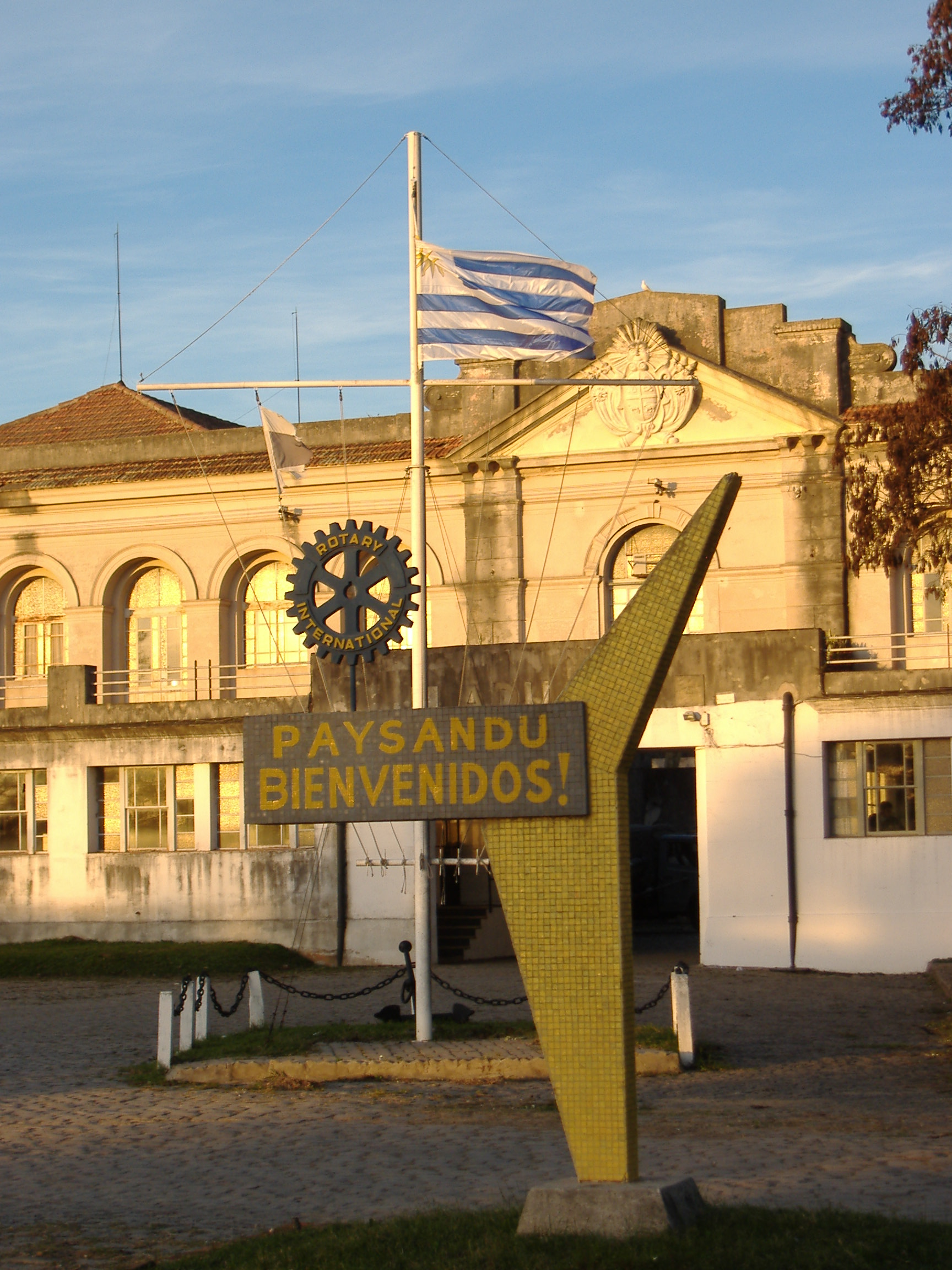
Một bảng chào mừng ở cảng cũ Paysandú

Paysandú là thành phố thành thị đông dân thứ nhì Uruguay với dân số 97.000 người, là thành phố có diện tích và dân số lớn thứ 7 sau Montevideo và Punta del Este, Rivera, La Paz, Ciudad de la Costa (hai địa danh sau nằm trong vùng đô thị) và Salto.
Thành phố này thuộc departmento Paysandú.
Thành phố có tọa độ 32°19′17″N 58°4′32″T / 32,32139°N 58,07556°T, 378 ki-lô-mét (235 mi) theo đường bộ so với Montevideo, bên sông Uruguay, tạo biên giới với Argentina. Thành phố này nối với Colón, Entre Ríos, Argentina, qua cầu General Artigas.